# Манси

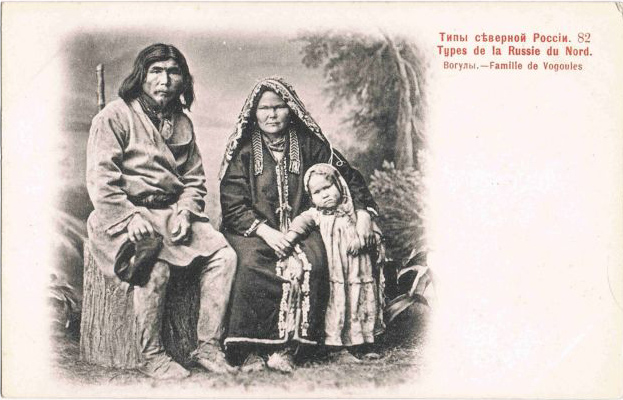
Вогулы на почтовой карточке 1901 года

Ма́нси, или манси́йцы (устар. вогу́лы, вогу́личи, гогу́личи; манс. мāньси) — малочисленный финно-угорский народ в России, коренное население Ханты-Мансийского автономного округа — Югры. Говорят на мансийском языке; ближайшие языковые родственники хантов, родственны также венграм. Относятся к уральской расе.
Общая численность — 12 228 чел. (по переписи 2021). Около 200 манси проживает на севере Свердловской области. Несколько — на северо-востоке Пермского края (государственный заповедник «Вишерский»).
Объединённое название манси и близкородственного народа — хантов — обские угры.

## Этноним

### Самоназвание
Эндоэтноним (самоназвание) манси означает «человек» и восходит к пра-финно-угорскому слову *mańćɜ «мужчина, человек». Он имеет параллели в других угорских языках: хантыйское название одной из фратрий — маньть (mańt́) (В), моньть (mońt́) (И), мась (maś) (О), а также самоназвание венгров в единственном числе magyar (модьяр). Это слово может быть древним индоиранским заимствованием (ср. санскритское मनुष्य manuṣyà «человек») или происходить от уральского корня *mᴕnɜ- «говорить». В разных диалектах мансийского языка оно выглядит по-разному: сосьвинский ма̄ньси (māńśi), пелымский ма̄ньсь (māńś), нижнекондинский мӧ̄ньсь (mɔ̄̈ńś), тавдинский мӓньцӣ (mǟńćī), нижнелозьвинский ма̊ньсь (måńś).
Название мансийской фратрии Мо̄сь было заимствовано из хантыйского языка — мась (mɔś) (О), однако имеет такое же происхождение из общеугорского слова *mańćɜ.

### На других языках
В русском языке для обозначения представителей этого народа существуют слова: во мн. ч. — манси (несклоняемое) и мансийцы; в ед. ч. — мансиец и мансийка, а также манси (несклоняемое) для обозначения мужчины или женщины. Прилагательные мансийский и (неизменяемое) манси.
До 1920—1930-х годов манси назывались по-русски словом вогулы, которое происходит из хант. u̯oɣaĺ, u̯oɣat́. Это название до сих пор иногда употребляется в других языках, например, нем. Wogul, wogulisch.

## Характеристика

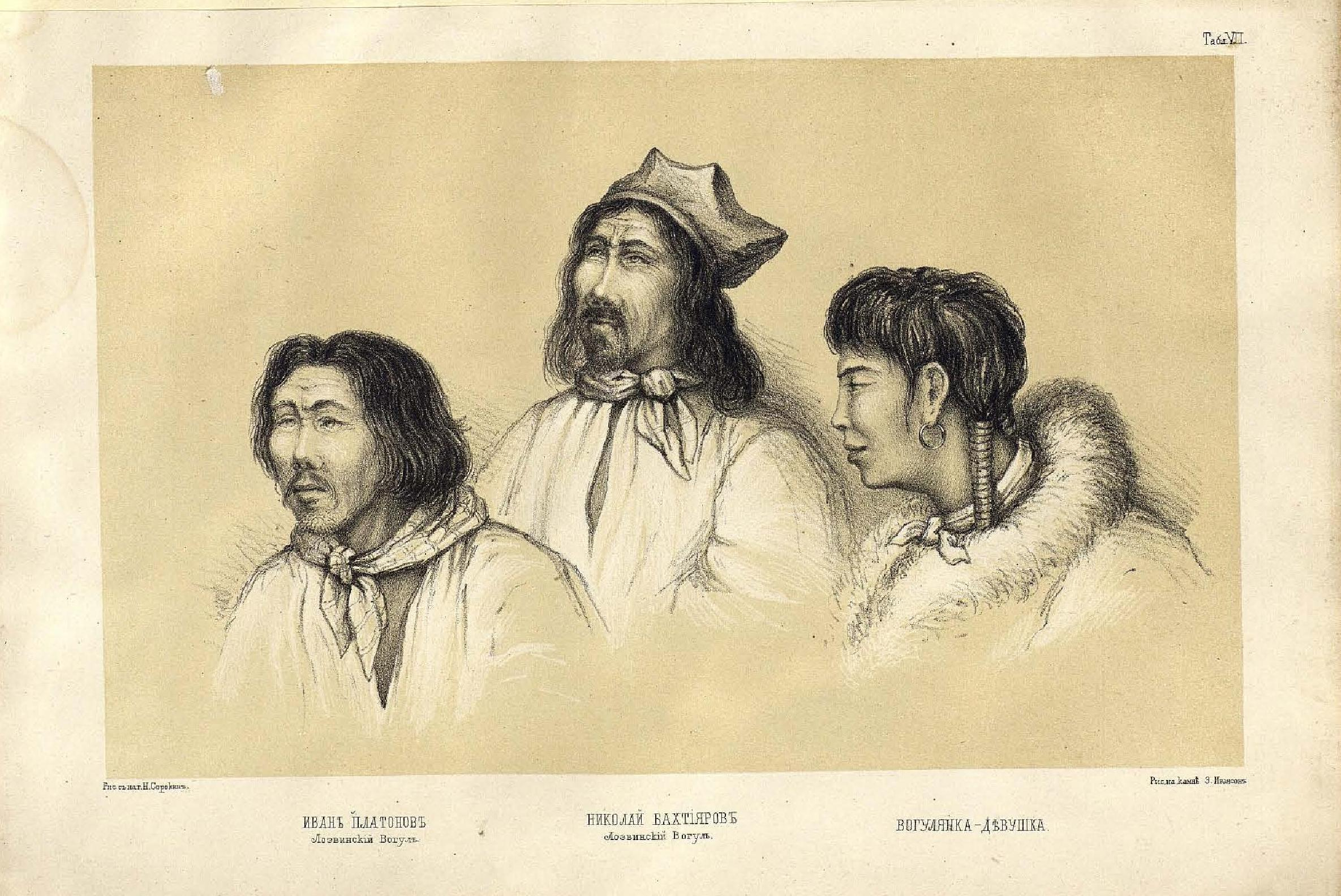
Вогулы

В научной литературе принято деление манси на этнографические и территориальные группы.
По признакам языковых отличий, этнографических особенностей, самоназвания, заключения браков внутри группы, расселения манси распределяются на северную, южную, западную и восточную этнографические группы, из которых сейчас сохранились северная и восточная. Первая селилась по Северной Сосьве с притоком р. Ляпин, в верховьях рек Лозьвы и Пелыма, вторая — по Конде и её притокам. Южная группа манси ранее заселяла бассейны Туры, Тавды, среднее течение Камы, Чусовую, верховья р. Уфы, западная группа — рек Пелым, Лозьва, Сосьва, Вишера, Колва, Печора и Вычегда.
По антропологическому типу манси относят к особому уральскому типу внутри западносибирской расы, образование которой учёные объясняют то ли смешением европеоидных и монголоидных типов, то ли результатом сохранения древнего протоморфного недифференцированного типа.
Основными занятиями манси являются охота и рыболовство, сочетающиеся в северных районах с оленеводством, в южных — с земледелием и скотоводством. Северные манси в основном вели полуосёдлый образ жизни, ныне часть манси кочует со стадами оленей по ягельным местам, используя чумы.
Мировоззрение и обрядность манси вбирают в себя верования, традиции и обряды уникальной культуры предков как местного, так и пришлого населения. В обрядах важно чётко и последовательно соблюдать каждый шаг, во избежание вреда тому, кто проводит обряд, и его близким. По этому поводу Ю. В. Бромлей указывал, что «для религиозно-магического обряда имеет значение <.> закреплённая стереотипная последовательность действий (в том числе и вербально-речевых), эта последовательность считается до мелочей обязательной».

### Антропологическая характеристика
Манси (как и ханты) характеризуются следующим комплексом признаков:
- низкий рост (менее 160 см в среднем для мужчин);
- общая грацильность (миниатюрность строения);
- неширокая голова, мезо- или долихокефальная по форме и низкая по высоте;
- прямые мягкие чёрные или русые волосы;
- тёмные или смешанные глаза;
- заметно варьирующий по группам процент монгольской складки века, прикрывающей слёзный бугорок (эпикантус);
- различное по форме лицо средней высоты, с заметной уплощённостью и скуластостью;
- нос слабо или средневыступающий, в основном средний по ширине, преимущественно с прямой или вогнутой спинкой носа, с приподнятым кончиком и основанием,
- ослабленный рост бороды;
- относительно широкий рот;
- небольшая толщина губ;
- средневыступающий или убегающий подбородок.

## Генетика
По данным В. Н. Харькова, у манси и хантов преобладает Y-хромосомная гаплогруппа N1b — 57 %, на втором месте находится Y-хромосомная гаплогруппа Q1a3 — 21 %. Затем идут гаплогруппы R1a — 14 % и N1c1 — 7,1 %, R1b — 0,9 %.

## Язык и письменность
Мансийский язык относится к обско-угорской группе уральской языковой семьи. 
Диалекты: сосьвинский, верхне-лозьвинский, тавдинский, кондинский, пелымский, вагильский, средне-лозьвинский, нижне-лозьвинский. Литературный мансийский язык основан на сосьвинском диалекте.
Мансийская письменность существует с 1931 года — первоначально на основе латинского алфавита:
- A, B, D, E, F, G, H, Ꜧ, I, J, K, L, Ļ, M, N, Ņ, Ŋ, O, P, R, S, S̷, T, Ţ, U, V, Z, Ь

С 1937 года письменность существует на основе русского алфавита. Позднее алфавит изменялся и дополнялся. Современный вариант:
- А а, Ā ā, Б б, В в, Г г, Д д, Е е, Ē ē, Ё ё, Ж ж, З з, И и, Ӣ ӣ, Й й, К к, Л л, М м, Н н, Ӈ ӈ, О о, Ō ō, П п, Р р, С с, Т т, У у, Ӯ ӯ, Ф ф, Х х, Ц ц, Ч ч, Ш ш, Щ щ, Ъ ъ, Ы ы, Ь ь, Э э, Э̄ э̄, Ю ю, Ю̄ ю̄, Я я

## Происхождение и история

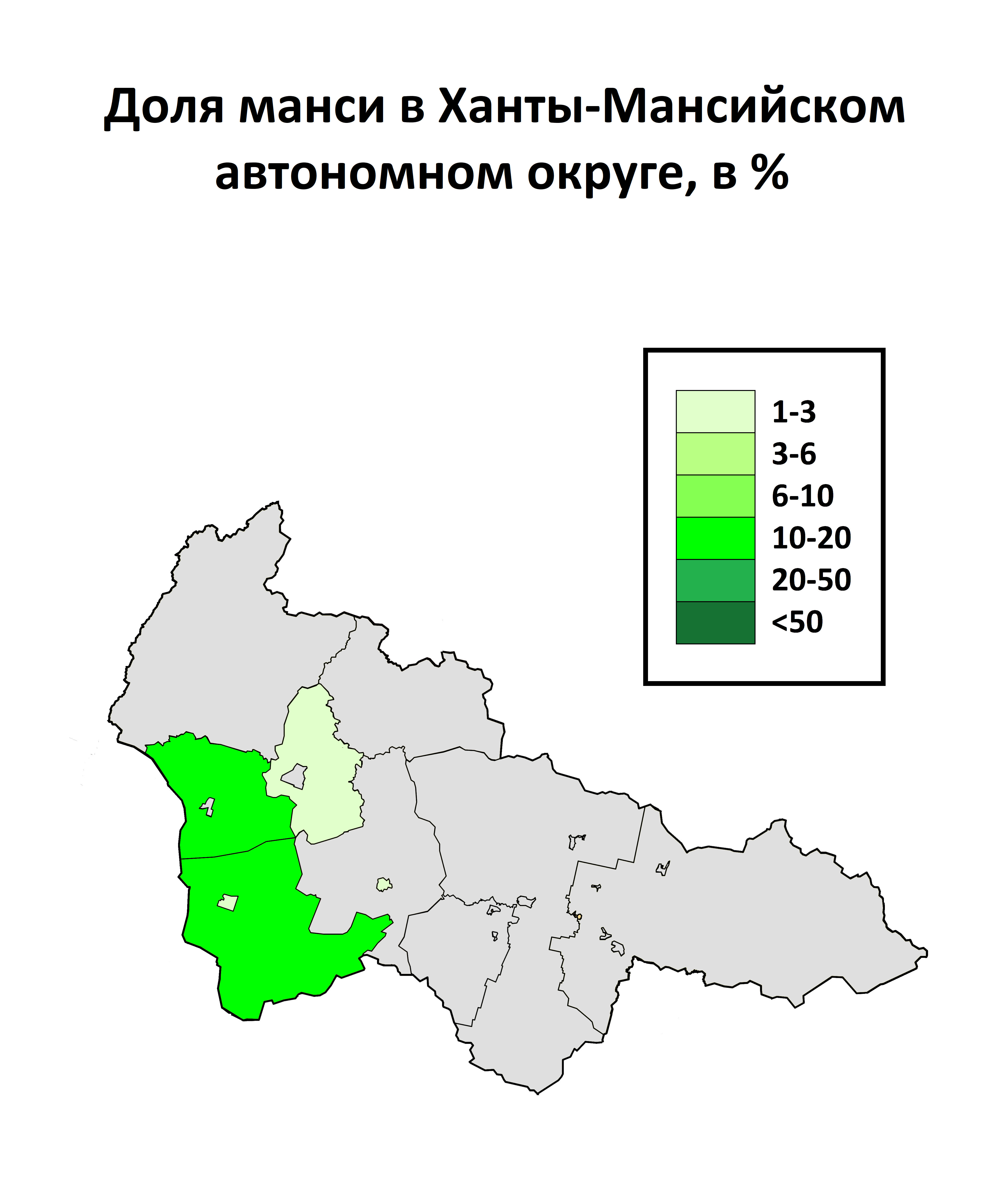
Доля манси в Ханты-Мансийском автономном округе, в % по данным переписи 2010 года

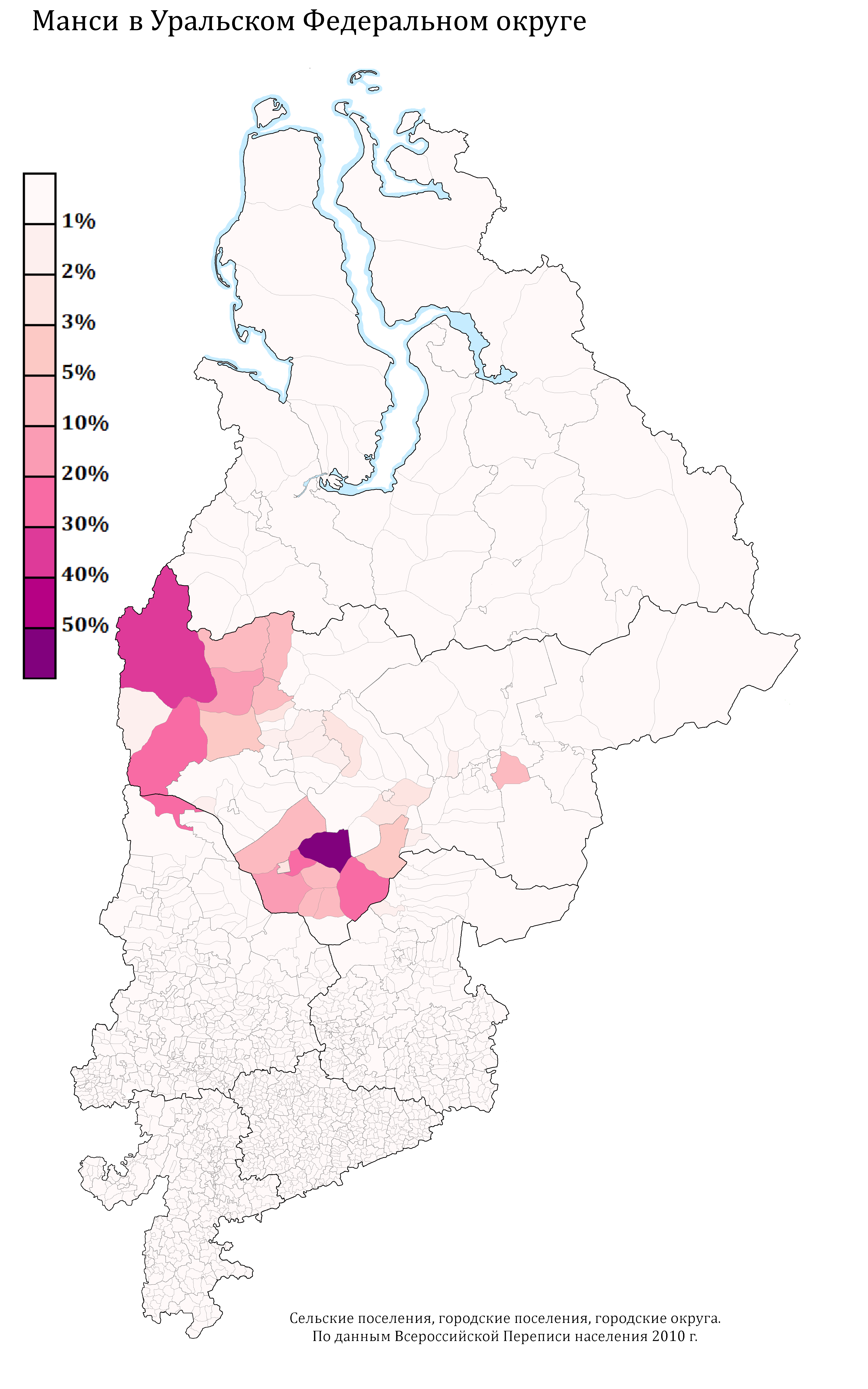
Расселение манси в Уральском федеральном округе по городским и сельским поселениям в %, перепись 2010 года

Считается, что как этнос манси сложились в результате слияния местных племён неолитической культуры, а также угорских и индоиранских племён, двигавшихся с юга через степи и лесостепи Западной Сибири и Северного Казахстана. Двухкомпонентность (сочетание культур таёжных охотников и рыболовов и степных кочевников-скотоводов) в культуре народа сохраняется и поныне. В раннем Средневековье родственные манси предки венгров (Кушнаренковская культура) мигрировали на Дунай. Предков манси связывают с юдинской культурой.
В Чаньвенской (Вогульской) пещере, расположенной вблизи посёлка Всеволодо-Вильва в Пермском крае были обнаружены следы пребывания вогулов. По мнению краеведов, пещера была капищем (языческим святилищем) манси, где проводились ритуальные обряды. В пещере были найдены медвежьи черепа со следами ударов каменных топоров и копий, черепки керамических сосудов, костяные и железные наконечники стрел, бронзовые бляшки пермского звериного стиля с изображением человека-лося, стоящего на ящере, серебряные и бронзовые украшения.
В русских источниках манси были известны как вогулы. К XV веку у манси на территории Свердловской области и ХМАО появились Вогульское, Кондинское, Табаринское, Ляпинское, Бардаково, Белогорское и Пелымское княжество. В XV веке мансийский князь Асыка совершал походы на Вымское и Великопермское княжества, но в 1483 году был окончательно разбит объединённым устюжанско-пермским войском под командованием московских воевод Ф. С. Курбского-Чёрного и И. И. Салтыка-Травина вблизи своей столицы — Пелымского городка.
С присоединением Сибири к Российскому государству в конце XVI века русская колонизация усилилась, и уже в конце XVII века численность русских превысила численность коренного населения. Манси постепенно вытеснялись на север и восток, а в XVIII веке были обращены в христианство, после обращения частично ассимилировались. На этническое становление манси повлияли различные народы.
До установления советской власти на Крайнем Севере манси жили в своих чумах, находящихся на берегах рек и озёр, занимаясь рыболовством и охотой. Питались рыбой и мясом, а шкуры добытых зверей использовали для изготовления одежды. С помощью шкур пушных зверей совершались обмены. 
При советской власти традиционная жизнь манси существенно изменилась. В местах их обитания появились колхозы и совхозы; манси стали переходить с кочевого на оседлый образ жизни. Охотой и рыболовством начали заниматься в бригадах. Новыми видами деятельности для манси стали животноводство и огородничество. Ханты-Мансийский автономный округ был основан в 1930 г.

## Численность манси в России
Численность манси в населённых пунктах в 2002 г.:
Ханты-Мансийский АО:
- посёлок городского типа Кондинское — 876
- город Ханты-Мансийск — 785
- город Нижневартовск — 705
- посёлок городского типа Игрим — 592
- посёлок городского типа Междуреченский — 585
- село Саранпауль — 558
- посёлок Сосьва — 440
- посёлок городского типа Берёзово — 374
- деревня Шугур — 343
- посёлок Половинка — 269
- деревня Хулимсунт — 255
- село Леуши — 240
- посёлок Ванзетур — 235
- посёлок Горноправдинск — 3
- село Ломбовож — 203
- город Сургут — 199
- деревня Нижние Нарыкары — 198
- село Няксимволь — 179
- деревня Юмас — 171
- деревня Анеева — 128
- посёлок Ягодный — 125
- село Перегребное — 118
- посёлок Лиственичный — 112
- посёлок городского типа Луговой — 105
- деревня Кимкьясуй — 104

Тюменская область:
- город Тюмень — 340

## Культура и традиции

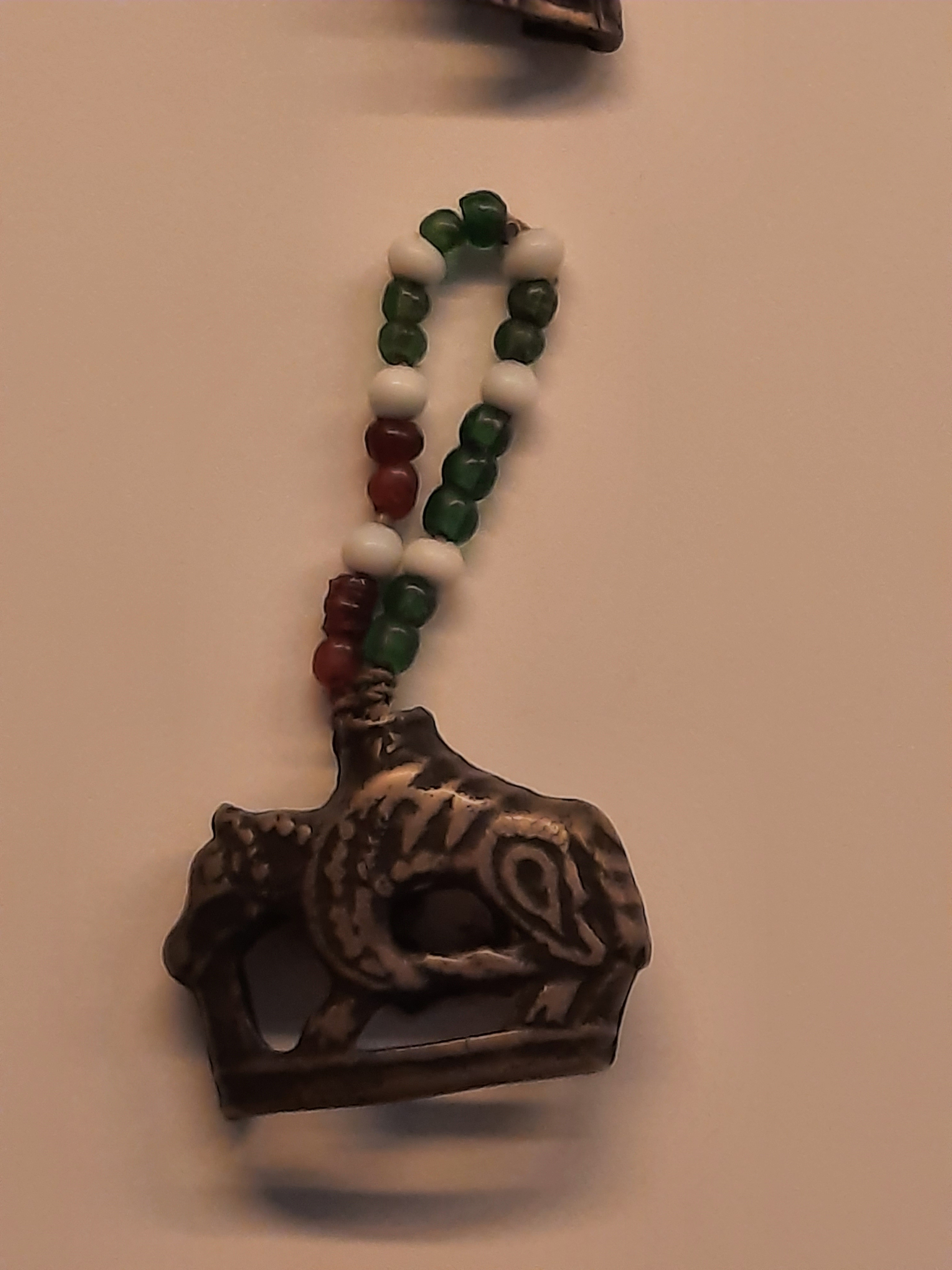
Бронзовый амулет манси, использовавшийся в том числе как подношение духам

Верующие манси — православные, однако сохраняются традиционный шаманизм, культ духов-покровителей, предков, медведя (медвежьи праздники). У манси имеются богатый фольклор и развитая мифология.
Манси делятся на две экзогамные фратрии: пор и мось, исторически различающиеся происхождением, а также обычаями. Браки заключались только между представителями противоположных фратрий: мужчины мось женились на женщинах пор и наоборот. Предком фратрии пор считается медведь, а фратрии мось — женщина Калтащ, которая могла представать в образе гуся, зайчихи или бабочки.
Судя по археологическим находкам, манси активно участвовали в боевых действиях наряду с соседними народами, знали тактику ведения боя. У них выделялись сословия князей (воевод), богатырей, дружинников. Всё это отражено и в фольклоре.
В народном искусстве основное место занимает орнамент, мотивы которого сходны с мотивами родственных хантов и селькупов. Это — геометрические фигуры в виде оленьих рогов, ромбов, волнистые линии, меандр типа греческого, зигзагообразные линии, расположенные чаще в виде полосы. Среди бронзового литья чаще попадаются изображения животных, орла, медведя.

## Быт
Традиционные занятия манси — охота, рыболовство, оленеводство, земледелие, скотоводство. Рыболовство распространено на Оби и на Северной Сосьве. В верховьях Лозьвы, Ляпины, Северной Сосьвы — оленеводство, заимствованное у хантов в XIII—XIV веках. Земледелие было заимствовано у русских в XVI—XVII веках. К наиболее развитым областям животноводства у манси можно отнести разведение лошадей, а также крупного и мелкого рогатого скота. Кроме того, развито птицеводство. Из промысловых рыб ловили хариуса, язя, щуку, плотву, налима, карася, осетра, стерлядь, нельму, муксуна, щокура, пыжьяна, сырка, а в Северной Сосьве водилась и пресноводная сельдь — изысканный деликатес.
Орудия ловли рыбы: остроги, сети. Ловили рыбу, перегораживая ручьи запрудами.
Большое значение в быту у манси имел сибирский кедр, с которого собирали огромный урожай кедровых орехов. Кроме того, из плетёного кедрового корня изготовлялись предметы быта — посуда, ящики, коробки, корзины (так называемые корневатики). Распространены были изделия из берёсты — коробки, туеса, деревянная посуда, ложки, корыта, ковши, а также простейшая мебель. Использовались гончарные изделия. В районе Приобья археологами было обнаружено также большое количество наконечников стрел, копий, мечи, топоры, шлемы, бронзовое литьё. Известны были манси и доспехи. Они и соседние народы достигли также определённых успехов в обработке железа, однако наибольшее их мастерство всё же проявилось в обработке дерева.
Из археологических находок в местах обитания манси большой интерес представляют серебряные блюда иранского и византийского происхождения.
Для передвижения манси уже в древности использовали лодки-долблёнки, лыжи, нарты (с собачьей, оленьей или конной упряжкой). Из оружия им были известны луки и стрелы, рогатины, различного типа клинки. Для охоты использовались различные ловушки (чирканы) и самострелы.
Поселения постоянные (зимние) и сезонные (весенние, летние, осенние) стояли на местах промысла. Посёлок обычно населяло несколько больших или малых, в основном родственных семей. Традиционное жилище зимой — прямоугольные срубные дома, нередко с земляной крышей; у южных групп — избы русского типа; летом — конические берестяные чумы или четырёхугольные каркасные постройки из жердей, крытых берёстой; у оленеводов — крытые оленьими шкурами чумы. Жилище отапливалось и освещалось чувалом — открытым очагом из жердей, обмазанных глиной.
Хлеб пекли в отдельных печах. Основным жилищем был чум.
Одежда у женщин состояла из платья, распашного халата, суконного или сатинового, двойной оленьей шубы (ягушка, сах), платка и большого количества украшений (кольца, бисерные бусы и т. д.).
Мужчины носили штаны и рубаху, глухую одежду с капюшоном из сукна, у оленеводов — из оленьей шкуры (малица, гусь), или суконную одежду с капюшоном и незашитыми боками (лузан).
Пища — рыба, мясо (вяленое, сушёное, жареное, мороженое), ягоды. Грибы не употребляли, считая, что они вызывают злых духов.
Быт манси за годы советской власти заметно изменился; сегодня 45 % из них живёт в городах.

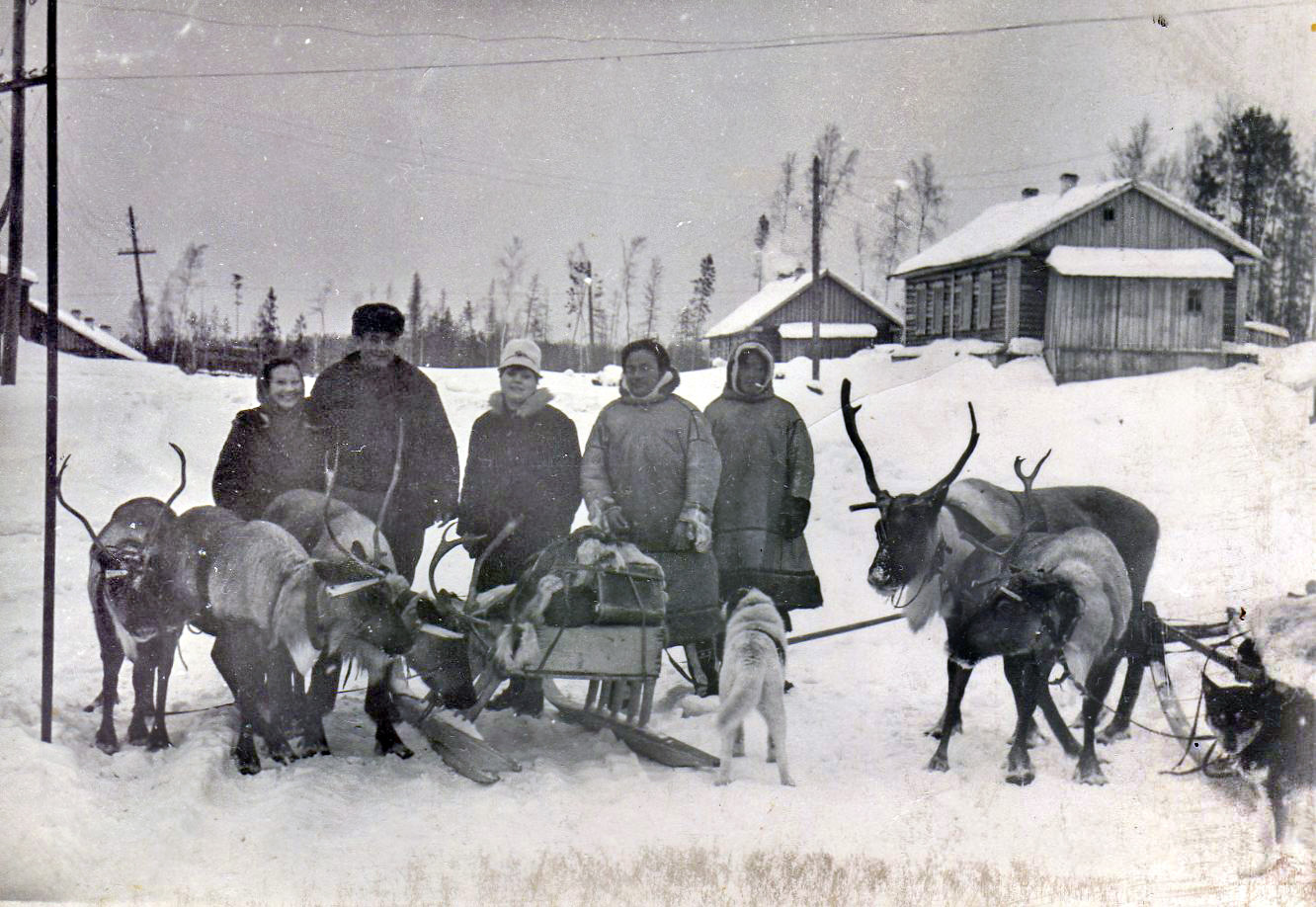
Мансийские оленеводы (двое справа)
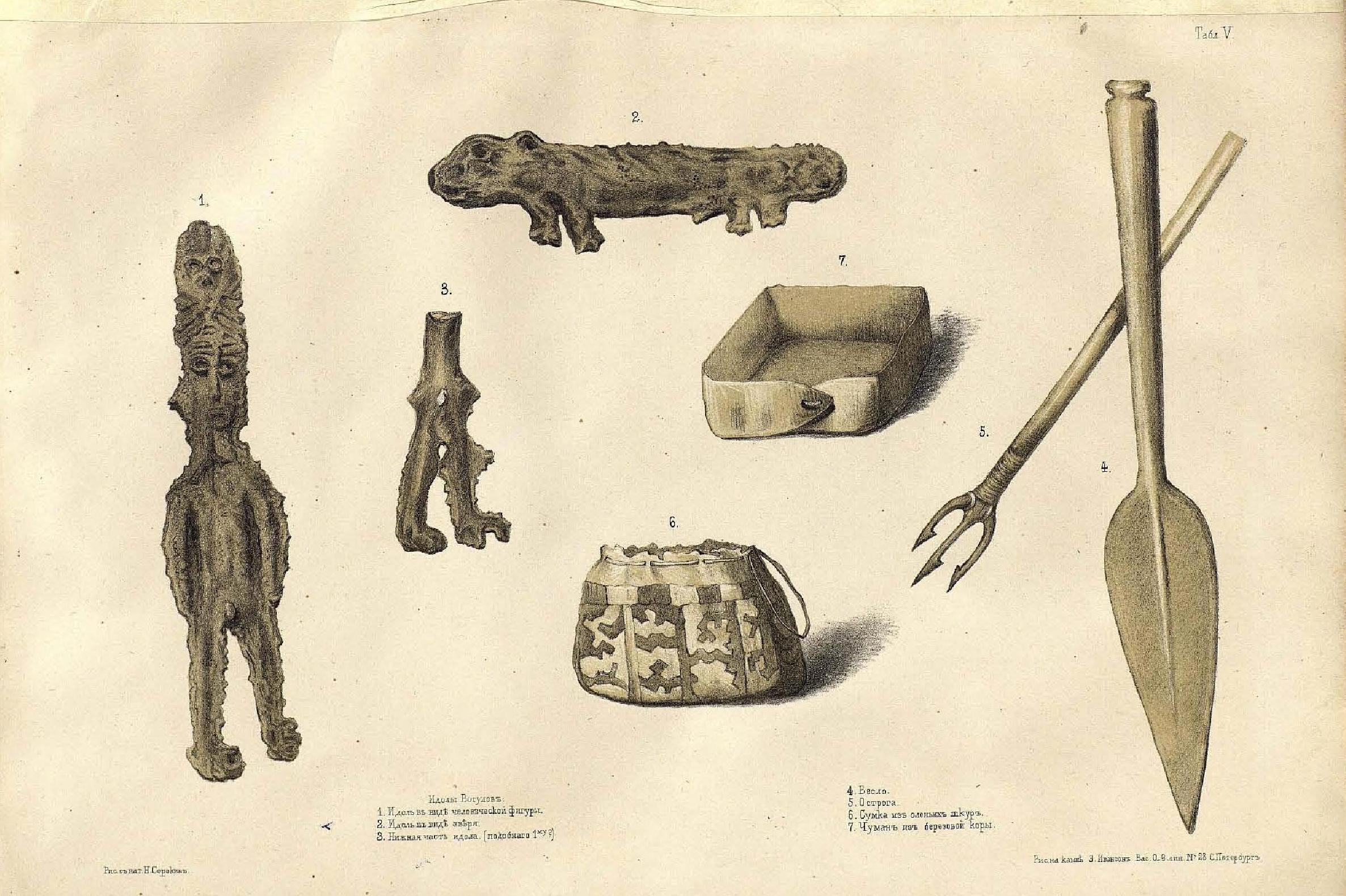
Предметы обихода манси
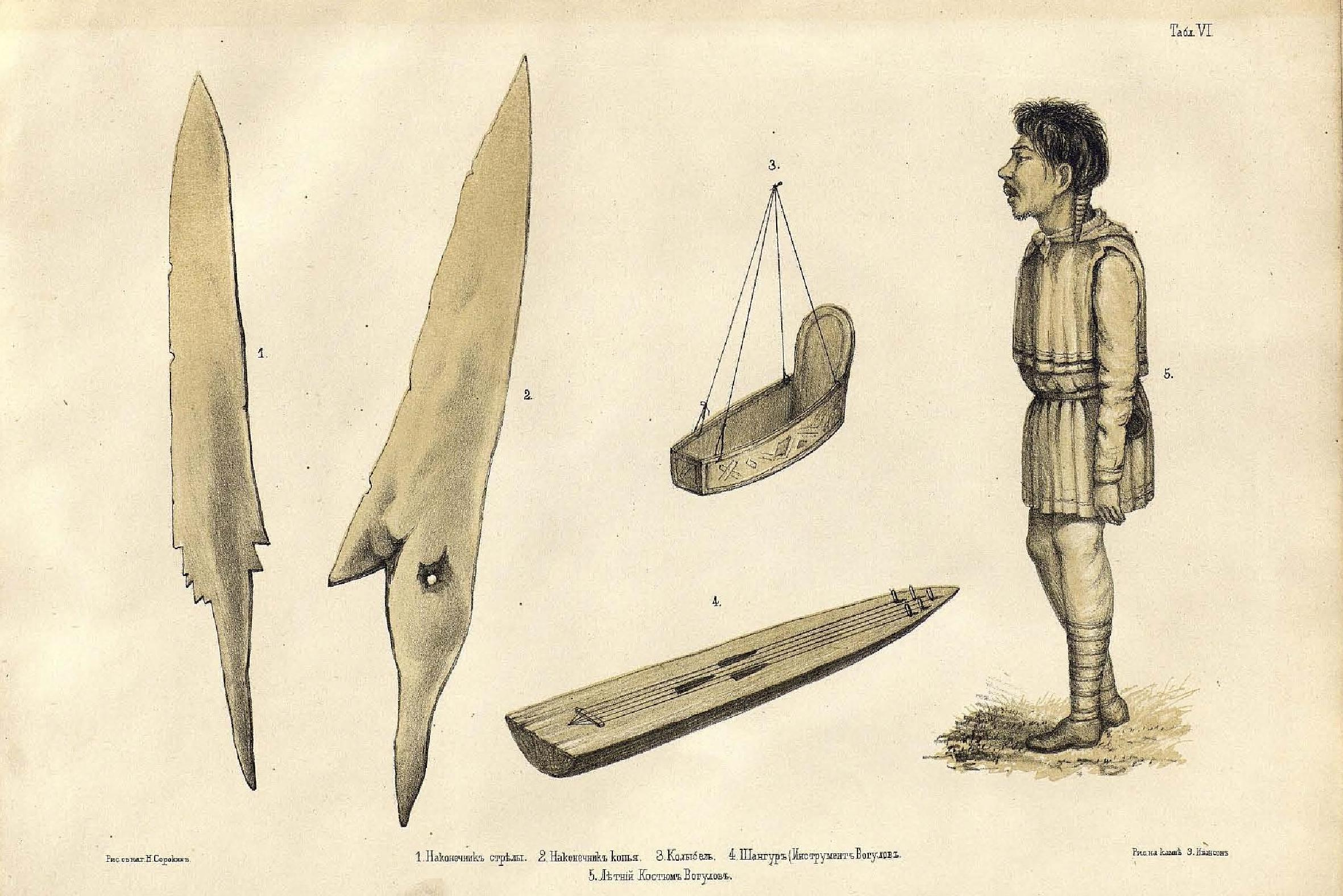
Предметы обихода манси
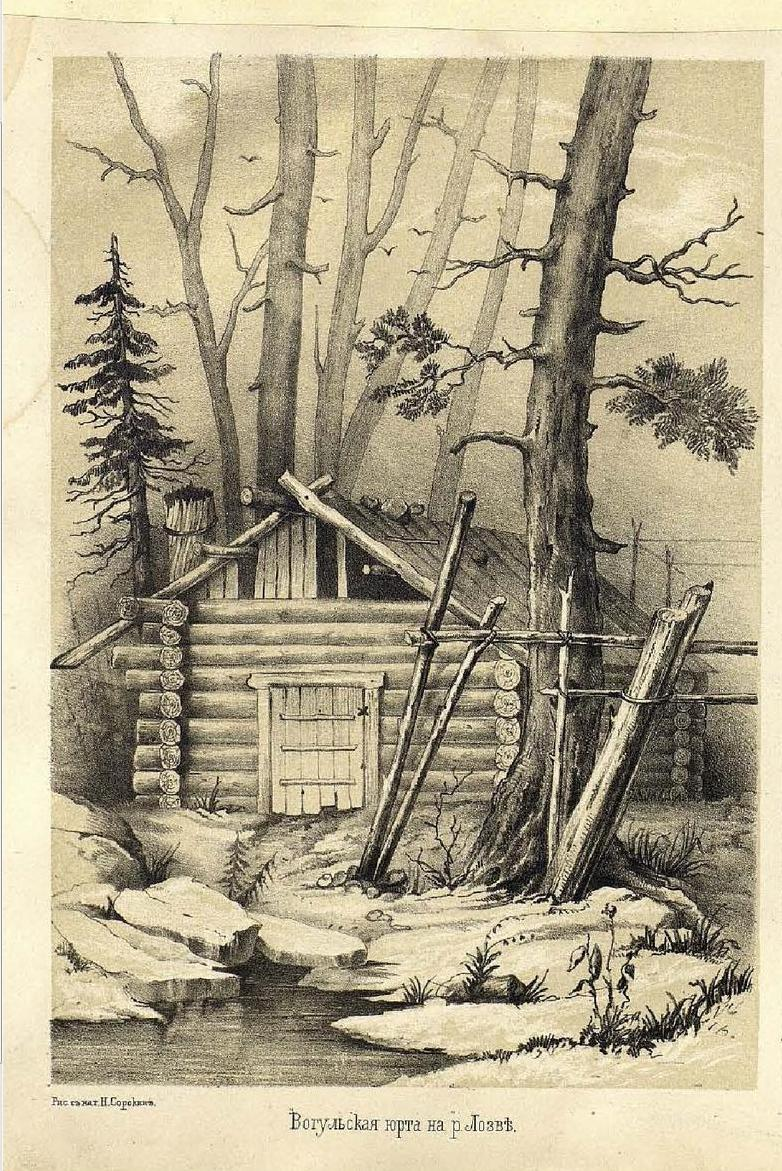
Вогульская юрта на Лозьве
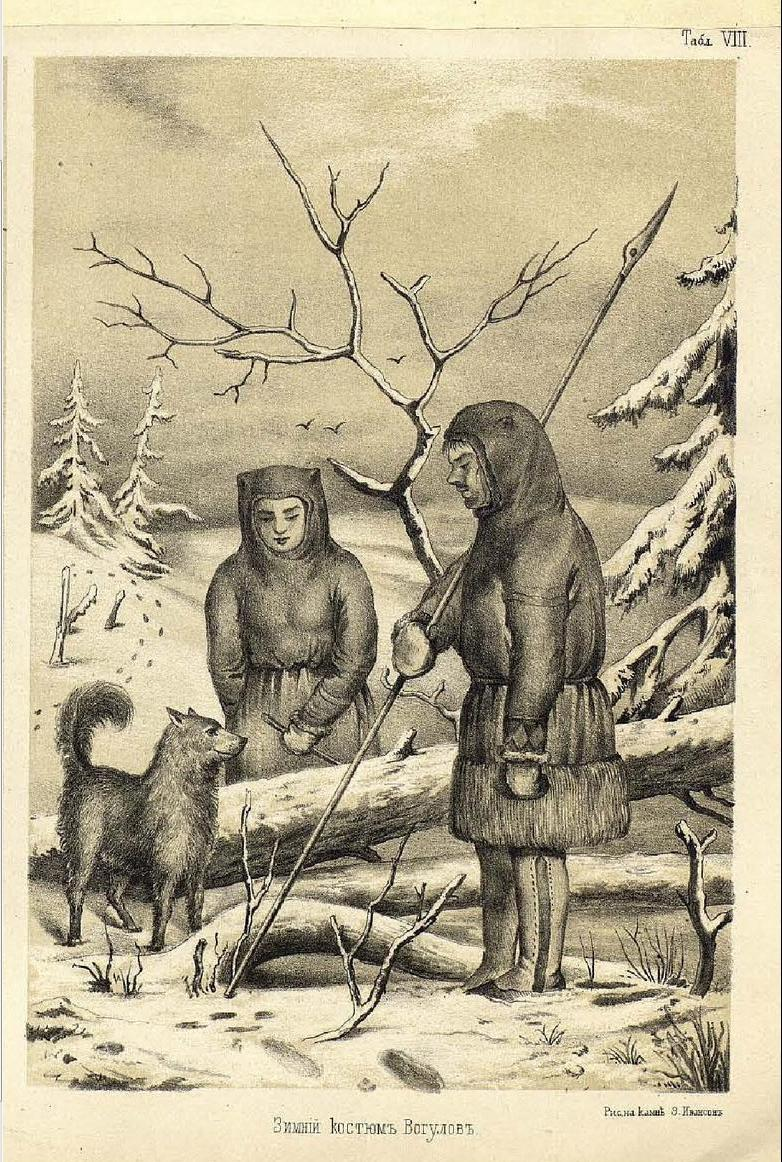
Зимний костюм вогулов

Предметы быта манси в Североуральском краеведческом музее
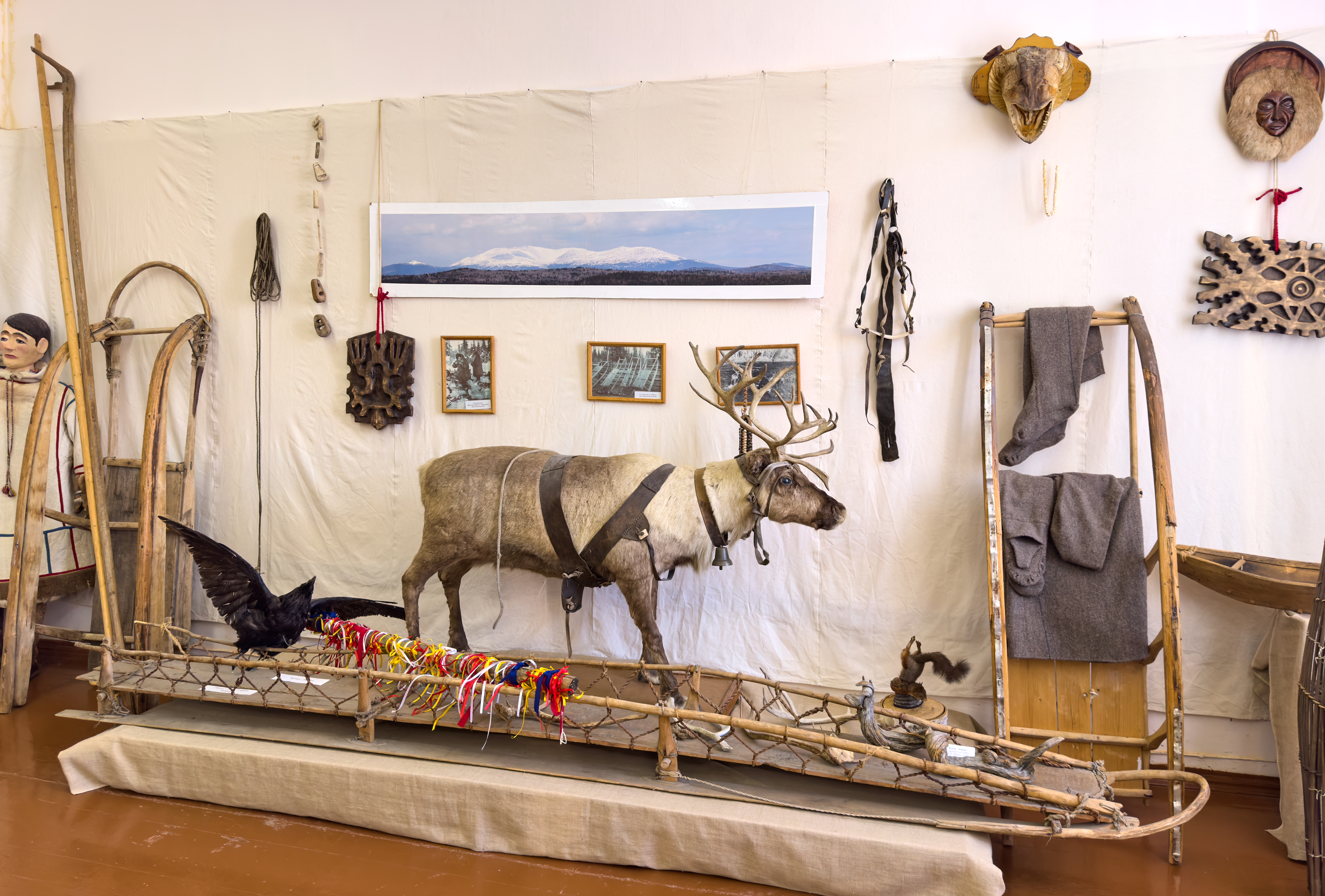
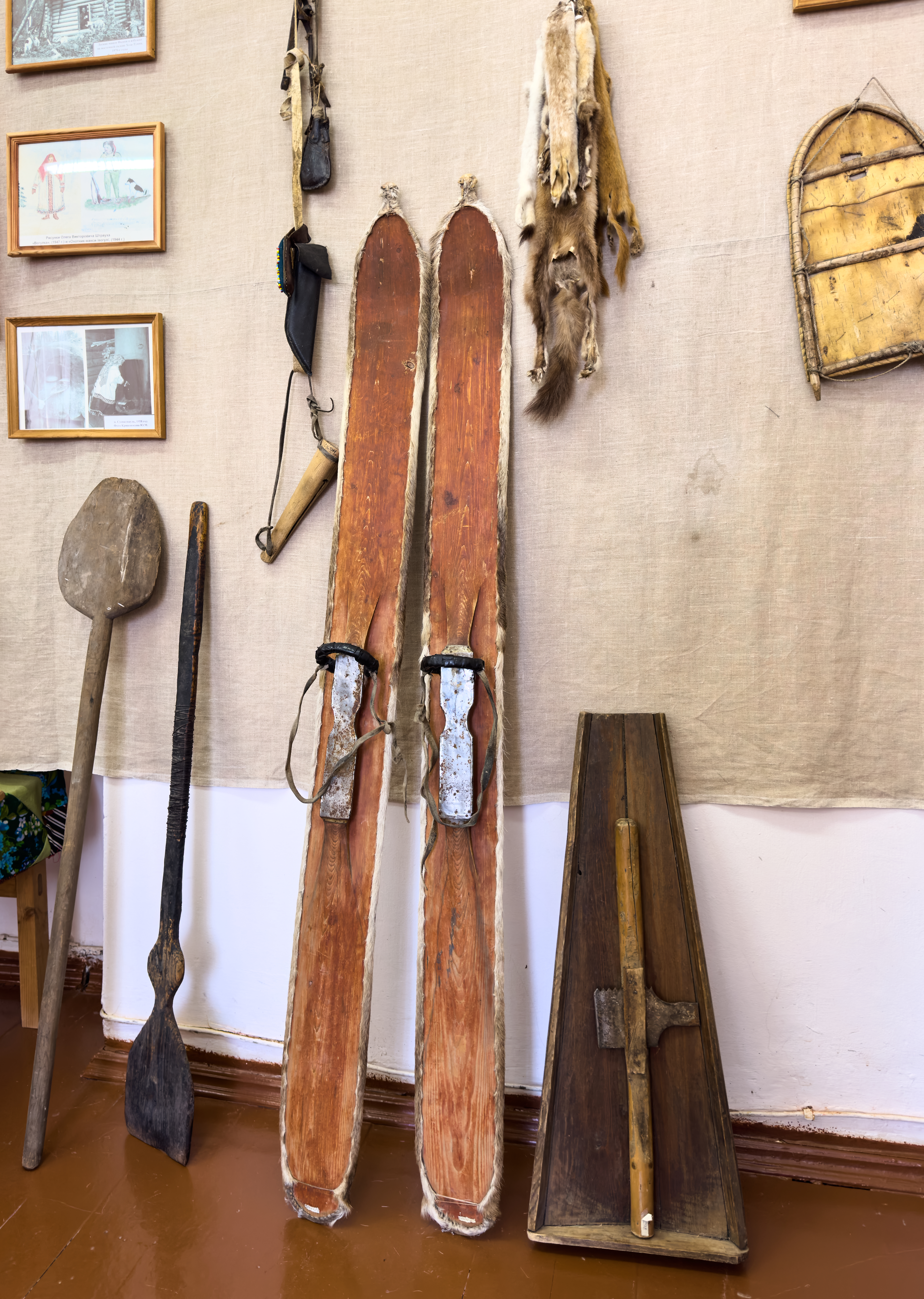
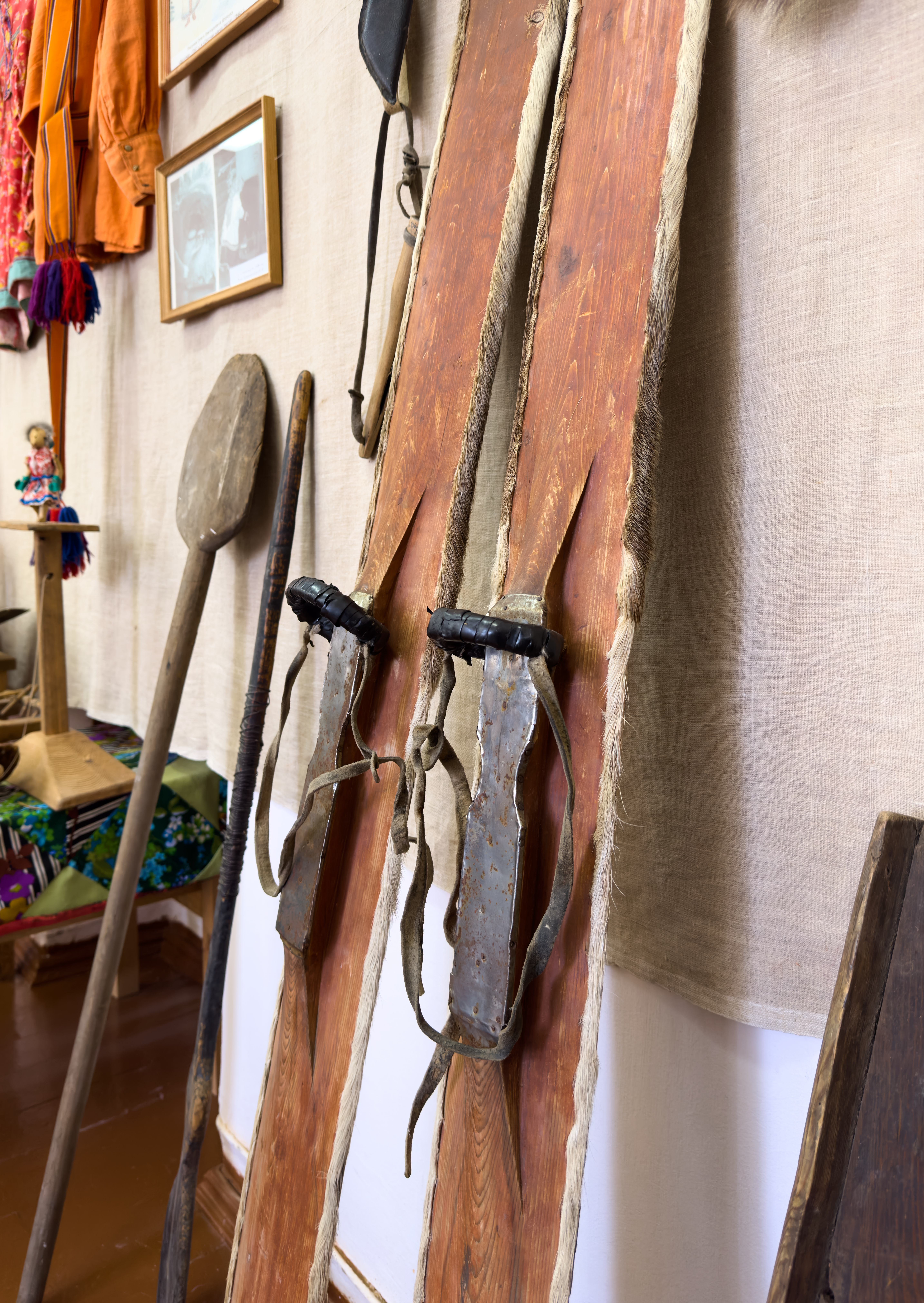
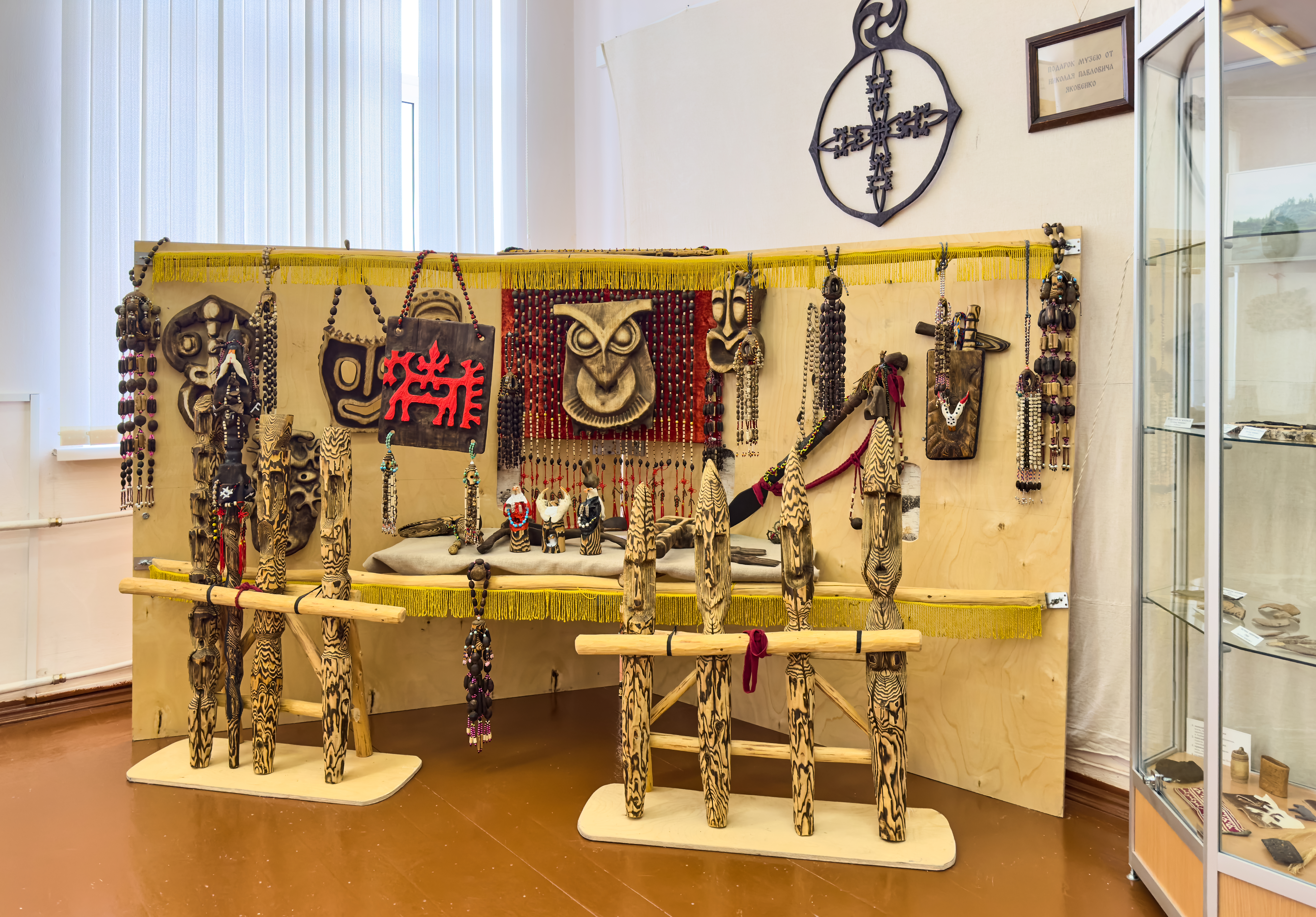

## В культуре
Известный уральский писатель Ромашов Андрей Павлович в 1959 году опубликовал историческую повесть «Лесные всадники» о жизни угорского населения Урала и, в частности, манси в X веке, после миграции предков венгров на запад. Его же историческая повесть «Кондратий Рус», описывающая жизнь первых русских поселенцев и коренных народов Западного Урала, в том числе угорских племён, в XV веке, увидела свет в 1973 году. Повести А. П. Ромашова отличаются высокой по тем временам степенью историко-этнографической достоверности.
Попытку изобразить материально-бытовую культуру и обычаи манси предпринял известный уральский писатель С. Н. Плеханов, опубликовавший в 1985 году в литературном альманахе «Приключения-85» издательства «Молодая Гвардия» историческую повесть «Золотая баба», посвящённую поискам русскими промышленниками на Урале в первой половине XVIII века легендарного идола «Золотой Старухи», описанному иностранными авторами XVI века — в частности, С. Герберштейном, А. Гваньини и Дж. Флетчером. В 1986 году на Свердловской киностудии режиссёром В. М. Кобзевым по этой книге был создан одноимённый фильм. Проводились консультации учёных-специалистов и кропотливая работа художников по костюмам. Все роли вогуличей-манси в этой приключенческой картине исполнили актёры-казахи (Н. Жантурин), киргизы (Б. Бейшеналиев, К. Дюсембаев) и пр.